# 奥格哈齐·久洛

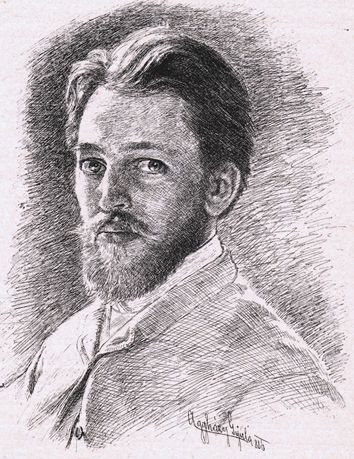
奥格哈齐·久洛

奥格哈齐·久洛（Aggházy Gyula，1850年3月20日—1919年5月23日）是一位匈牙利画家、艺术教师。1897年，他在匈牙利美术大学当上了教授。他的现实主义风格的作品非常受欢迎，而且许多目前在匈牙利國家美術館展出。